# Cot Palana
Cot Palana är ett berg i Indonesien.   Det ligger i provinsen Aceh, i den västra delen av landet, 1 900 km nordväst om huvudstaden Jakarta. Toppen på Cot Palana är 432 meter över havet. Cot Palana ligger på ön Pulau We.
Terrängen runt Cot Palana är kuperad åt nordost, men åt sydväst är den platt. Havet är nära Cot Palana åt sydväst. Närmaste större samhälle är Sabang, 9,7 km norr om Cot Palana. 